# Подстаницкий, Герман Николаевич
Герман Николаевич Подстаницкий (23 октября 1966, Ленинград — 23 марта 2017, Санкт-Петербург) — советский и российский рок-музыкант. Основатель, автор музыки и текстов, фронтмен и бас-гитарист группы «Югендштиль».

## Биография
Герман Подстаницкий родился 23 октября 1966 года в Ленинграде. Рос в театральной семье. С детства увлекался музыкой. В школьные годы освоил скрипку, фортепиано, флейту и гитару.
После школы служил в армии, службу проходил в ГСВГ. Демобилизовавшись, стал осваивать бас-гитару.
Увлекался немецкой культурой и творчеством британской постпанк-группы Bauhaus. Это оказало существенные влияния на творческие идеи музыканта.
Свой первый музыкальный проект, получивший название «Герин Пудель», основал ещё до армии. В 1989 году познакомился с гитаристом Андреем Градовичем. Музыканты составили дуэт «Фредерик Рюйш», ориентировавшийся на актуальную инди-музыку. В 1990 году к музыкантам присоединился барабанщик Виталий Сокульский, а название группы сменилось на «Югендштиль».
В составе «Югендштиля» Подстаницкий был вокалистом и бас-гитаристом, иногда также берясь за вторую гитару. Группа записала ряд демо-альбомов, а в 1996 году увидел свет единственный «полноценный» студийный альбом, получивший название «Никто Никому Ничего».
В 1995 году у Подстаницкого родилась дочь Анна.
После распада «Югендштиля» в 1998 году непродолжительное время играл с авангардной группой «ЗГА». Последним творческим актом стал разовый реюнион «Югендштиля», состоявшийся в 2003 году.
Последние годы жизни музыкант претерпевал серьёзные проблемы со здоровьем[уточнить]. Погиб в пожаре 23 марта 2017 года. Сообщалось, что причиной пожара стало неосторожное обращение с огнём при курении.